# Ildar Ibragimov
Ildar Ibragimov (tàtar: Илдар Ибраһимов, İldar İbrahimov) (Kazan (Rússia), 16 d'agost de 1967) és un jugador d'escacs estatunidenc d'ètnia tàtara, que té el títol de Gran Mestre des de 1993. Viu a New Haven, Connecticut (Estats Units). Actualment competeix pels Estats Units, on hi viu des del 2002.
Tot i que roman pràcticament inactiu des del juny de 2015, a la llista d'Elo de la FIDE del juliol de 2022, hi tenia un Elo de 2533 punts, cosa que en feia el jugador número 25 de Rússia. El seu màxim Elo va ser de 2635 punts, a la llista de gener de 2006 (posició 73 al rànquing mundial).

## Resultats destacats en competició
Va compartir la primera plaça amb Vladímir Kràmnik i Andrei Kharlov al campionat de la Unió Soviètica Sub-26 el 1991. Va guanyar l'Obert dels Estats Units del 2004 i va ser tercer del Campionat dels Estats Units el 2006. El 2014 va ser tercer al Festival Sunway Sitges amb 6½ de 9, els mateixos punts que el GM Sébastien Mazé segon classificat i a mig punt del campió Vladímir Baklan.
Va jugar amb l'equip estatunidenc que va guanyar de la medalla de bronze a l'Olimpíada d'escacs de 2006 a Torí.